# Моховское сельское поселение (Пермский край)
Моховское се́льское поселе́ние — упразднённое муниципальное образование в Кунгурском районе Пермского края Российской Федерации.
Административный центр — село Моховое.

## История
Статус и границы сельского поселения установлены Законом Пермской области от 27 декабря 2004 года № 1987-436 «Об утверждении границ и о наделении статусом муниципальных образований Кунгурского района Пермской области»
Законом Пермского края от 9 декабря 2020 года упраздняется 22 декабря 2020 года в связи с объединением Кунгура и Кунгурского муниципального района в Кунгурский муниципальный округ, все сельские поселения упразднены.

## Население
| 2010  | 2012  | 2013  | 2014  | 2015  | 2016  | 2017  |
| ----- | ----- | ----- | ----- | ----- | ----- | ----- |
| 2703  | ↗2734 | ↗2754 | ↘2749 | ↗2758 | ↘2738 | ↗2744 |
| 2018  | 2019  | 2020  | 2021  |       |       |       |
| ↘2742 | ↗2760 | →2760 | ↗2778 |       |       |       |

## Состав сельского поселения
| №  | Населённый пункт | Тип населённого пункта       | Население |
| -- | ---------------- | ---------------------------- | --------- |
| 1  | Бабина Гора      | посёлок                      | 58        |
| 2  | Дейково          | деревня                      | 102       |
| 3  | Иренский         | посёлок                      | 61        |
| 4  | Кисели           | деревня                      | 135       |
| 5  | Липово           | деревня                      | 143       |
| 6  | Моховое          | село, административный центр | ↘1171     |
| 7  | Плашкино         | деревня                      | 18        |
| 8  | Подкаменное      | деревня                      | 9         |
| 9  | Поповка          | деревня                      | 519       |
| 10 | Сылвенск         | село                         | 224       |
| 11 | Шаква            | деревня                      | 231       |